# Il tempo e la storia
Il tempo e la storia è stato un programma televisivo di divulgazione storica prodotto da Rai Cultura in onda dal lunedì al venerdì su Rai 3 alle ore 13:10 e in replica su Rai Storia alle ore 20:45. Ogni puntata costituiva una monografia su personaggi, eventi, concetti della storia universale.
Dal 9 ottobre 2017 la trasmissione si trasformò in Passato e presente, condotta da Paolo Mieli e costituita da un format simile, che prevede, tuttavia, l'interazione in studio, oltre che tra Mieli e l'ospite della puntata, anche con tre giovani studiosi di storia.

## Format
Uno storico presente in studio, intervistato dal conduttore, approfondisce il tema di puntata, intervallando i suoi interventi con la trasmissione di filmati, interviste o fotografie. Il rigore della ricerca storica si concilia con un linguaggio televisivo di larga accessibilità. Ogni puntata termina con l'invito del conduttore allo storico di proporre agli spettatori «un libro, un luogo, un film». La trasmissione si avvale di un comitato scientifico di quattordici studiosi: tra i più ricorrenti in studio Alessandro Barbero, Lucio Villari, Emilio Gentile, Alberto Melloni, Giovanni De Luna, Mauro Canali, Ernesto Galli della Loggia, Francesco Perfetti, Franco Cardini, Giovanni Sabbatucci, Gilles Pécout, Silvia Salvatici e Agostino Giovagnoli.
La trasmissione prende ispirazione da L'approdo, storica trasmissione culturale della Rai degli anni '60.

## Storia
Le prime tre stagioni della trasmissione sono state condotte in studio da Massimo Bernardini, il quale nel suo dialogo con lo storico adottava un approccio volutamente ingenuo. 
Dopo oltre 400 puntate la conduzione è passata a Michela Ponzani, storica già ospite di Bernardini, con alcune variazioni (nuova sigla in sostituzione della versione ridotta della canzone C'è tempo di Ivano Fossati, nuova scenografia, divano colloquiale sostituito da una scrivania, conseguenti diverse scelte di regia, minore durata della puntata).

## Crediti
Il tempo e la storia è scritto da Alessandra Bisegna, Giorgio Cappozzo, Francesco Cirafici e Cristoforo Gorno. 
Tra gli autori di puntata figurano Massimo Gamba, Michela Guberti, Roberto Fagiolo, Pierluigi Tiriticco, Fabio Bottiglione, Cosimo Calamini, Leonardo Campus, Giancarlo Di Giovine, Caterina Intelisano, Sabrina Sgueglia della Marra, Flavia Ruggeri, Arnaldo Donnini e Giancarlo Mancini.